# Louis Ghislain de Merode
Pour les autres membres de la famille, voir Maison de Mérode.
Le comte Louis Ghislain de Merode, né le 7 août 1821 à Braine-le-Comte et mort le 7 décembre 1876 au Cannet, est un homme politique belge. Il est le fils de Werner de Merode (1797-1840), le gendre de René de Rochechouart de Mortemart, le père de Werner de Merode (1855-1914) et le beau-père de John d'Oultremont.
Il créa la fondation de Merode, qui s’occupait de l’enseignement pour les enfants dans la Marolle. Cette fondation porte aujourd’hui le nom de Centre d'Œuvre de Merode.

## Fonctions et mandats
- Membre du Sénat belge pour l'arrondissement de Bruxelles : 1870-1876

## Source
- Une vie au fil des jours : journal d'un notable politicien et naturaliste : Michel Edmond de Selys Longchamps (1823-1900), Palais des Académies, 2008.